# 日本商品先物取引協会
日本商品先物取引協会（にほんしょうひんさきものとりひききょうかい、英文名称The Commodity Futures Association Of Japan.）は、日本の商品先物取引の受託等業務を行う企業の業界団体。商品先物取引法245条の規定に基づく認可を受けている、特別の法律により設立される法人。

## 概要
- 所在地 - 〒103-0012 東京都中央区日本橋堀留町1丁目10番7号 東京商品取引所ビル６階
- 会員 - 商品取引所法に基づき、主務大臣（農林水産大臣又は経済産業大臣）の許可を受けた商品取引員66社

沿革
- 1991年5月 - 社団法人日本商品取引員協会として設立。
- 1999年4月 - 商品取引所法改正に伴い、民法上の社団法人から商品取引所法上の認可法人に改組の上、名称を「日本商品先物取引協会」に変更。

## 事業内容
- 商品先物取引の受託等業務に関する自主規制の制定

- 受託等業務に関する苦情・紛争の解決

- 外務員の登録事務および資格試験・研修の実施。

## 役員
2023年（令和5年）現在の役員は以下の通りである。
- 会長（非常勤） - 山﨑 恒 - 弁護士＜元札幌高等裁判所長官、元公正取引委員会委員＞

- 副会長（非常勤）- 二家 勝明 - 日産証券（株）代表取締役会長
- 副会長（常勤）- 小川 潔 - 日本商品委託者保護基金副理事長＜元内閣官房知的財産戦略推進事務局参事官＞
- 理事（非常勤）- 有山 雅子 - （公社）日本消費生活アドバイザー・コンサルタント・相談員協会顧問
- 理事（非常勤） - 石崎 隆  - 東京商品取引所代表取締役社長〈内閣府規制改革推進室参事官〉
- 理事（非常勤） - 稲垣 隆一  - 弁護士
- 理事（非常勤） - 井上 明 - 日本商品委託者保護基金理事＜元農林水産省九州農政局長＞
- 理事（非常勤） - 宇佐 美洋 - 多摩大学大学院教授
- 理事（非常勤） - 岡地 和道 - 岡地(株)代表取締役社長
- 理事（非常勤） - 河内 隆史 - 明治大学名誉教授
- 理事（非常勤） - 多々良 實夫 - 豊トラスティ証券(株)代表取締役会長
- 理事（非常勤） - 長澤 孝昭  - ジャーナリスト・(株)時事総合研究所 客員研究員
- 理事（非常勤）- 升田 純 - 弁護士
- 監事（非常勤） - 木下 恵嗣 - 公認会計士
- 監事（非常勤） - 中島 義則 - 弁護士
- 監事（非常勤） - 細金 英光 - フジトミ証券(株)代表取締役社長

## 会員企業
2023年（令和5年）現在の会員企業は以下のとおりである。
- あい証券

- IG証券

- あおぞら銀行

- アステム

- インタラクティブ・ブローカーズ証券

- AIゴールド証券

- SBI証券

- SBIプライム証券

- FXプライム by GMO

- OANDA証券

- 岡地

- 岡安商事

- 外貨ex by GMO

- クリエイトジャパン

- コムテックス

- ゴールデンウェイ・ジャパン

- サクソバンク証券

- さくらインベスト

- サンワード貿易

- GMOクリック証券

- 大起証券

- DMM.com証券

- 豊田通商メタルズジャパン

- 日産証券

- フィリップ証券

- フジトミ証券

- 北辰物産

- 北陸銀行

- マネーパートナーズ

- みずほ銀行

- 三井住友銀行

- 三菱UFJ銀行

- モルガン・スタンレーMUFG証券

- 豊トラスティ証券

- LINE証券

- 楽天証券